# Kazys Sivickis
Kazys Sivickis (* 23. Januar 1951 in Žarėnai, Rajongemeinde Telšiai) ist ein litauischer Politiker.

## Leben
Von 1958 bis 1962 lernte er in Plauskiniai bei Plungė. Nach dem Abitur 1969 in Žarėnai bei Telšiai absolvierte er 1974 das Diplomstudium an der Fakultät für Hydromelioration der Lietuvos žemės ūkio akademija und von 1985 bis 1989 die Aspirantur in Moskau. 1991 promovierte er in Belarus.
Von 1974 bis 1978 arbeitete er am Landwirtschaftsministerium Litauens, von 1978 bis 1981 bei Lietuvos komunistų partija als Instruktor, von 1981 bis 1988 als stellvertretender Minister für Melioration und Wasserwirtschaft, von 1988 bis 1991 beim Verband „Lietuvos melioracija“, von 1991 bis 1993 als stellv. Vorsitzender und ab 1993 als Vorsitzender des Verbands Lietuvos melioracijos įmonių asociacija. 2004 wurde er ins Parlament Seimas gewählt.
Von 1998 bis 2000 lehrte er an der Lietuvos žemės ūkio universitetas als Oberassistent, Dozent, ab 2002 als Lektor.
Ab 2002 war er Mitglied der Valstiečių ir Naujosios demokratijos partijų sąjunga, ab 2005 der Valstiečių liaudininkų sąjunga.
Er ist Ratsmitglied von Lietuvos Respublikos žemės ūkio rūmai.
Er ist verheiratet. Mit seiner Frau Stasė (* 1953) hat er den Sohn Džeraldas (* 1974) und die Tochter Loreta (* 1978).